# アルバート・クラウス
アルバート・クラウス（Albert Kraus、1980年8月3日 - ）は、オランダの男性キックボクサー。北ブラバント州オス出身。チーム・スーパープロ所属。K-1 WORLD MAX 2002王者。
試合入場時のガウン、パンツなどは独特のものがある（パンツの前面に漢字で「一番」の文字を縫っている）。入場曲はサバイバーのアイ・オブ・ザ・タイガー。

## 来歴
2002年5月11日、K-1 WORLD MAX 2002のトーナメント準々決勝ではシェイン・チャップマンに判定勝ち、準決勝では魔裟斗に判定勝ち、決勝ではガオラン・カウイチットを右フックでKO勝ち、K-1 WORLD MAX初代王者となった。当初はリンホージムの兄弟子アンディ・サワーが出場予定であったが、怪我によりクラウスが出場し優勝を果たした。
優勝したことでクラウスが天狗になり、リンホージムのジョン・デ・リン会長との関係が悪化。最終的には、同ジムを離脱しブリーズジムに移籍した。
2002年10月11日、K-1 WORLD MAX 2002 〜世界王者対抗戦〜で魔裟斗と再戦するも5Rドロー。
2003年3月1日、K-1 WORLD MAX 2003 〜日本代表決定トーナメント〜のスーパーファイトでマイク・ザンビディスと対戦し、右フック一発でKO負け。
2003年7月5日、K-1 WORLD MAX 2003のトーナメント準々決勝ではアンディ・サワーにダメージによる棄権でTKO勝ち、準決勝ではドゥエイン・ラドウィックに左フックでKO勝ち、決勝では魔裟斗に左フックでKO負けし、準優勝に終わった。同年9月27日に、スーパーリーグの興行で、フランスのモウッサ・コナテに2R終了時TKO勝ちし、復帰戦を飾った。
2004年4月7日、K-1 WORLD MAX 2004のトーナメント1回戦でジャダンバ・ナラントンガラグに延長判定勝ち。7月7日の準々決勝ではシャミール・ガイダルベコフに判定勝ちしたものの、準決勝で王者魔裟斗に判定負け。ベスト4に終わった。
2004年9月19日、シュートボクシング「S-cup 2004」に出場。1回戦でチャンプアック・チョーセパサートに延長の末判定勝ちを収めるも、右背部筋挫傷および肋骨亀裂骨折により準決勝を棄権した。
2005年5月4日、K-1 WORLD MAX 2005のトーナメント1回戦でヴァージル・カラコダに判定勝ち。7月20日の準々決勝ではジョン・ウェイン・パーに判定勝ちしたものの、準決勝でブアカーオ・ポー.プラムックに判定負け。2年連続でベスト4で終わった。
2005年12月18日、オランダの北ブラバント州にあるクラウスの地元オスで行われたIKBAムエタイ世界ウェルター級タイトルマッチで、メノー・ダイクストラを5R判定で下し世界王者になった。
2006年4月5日、K-1 WORLD MAX 2006のトーナメント1回戦でアリ・グンヤーに判定勝ち。6月30日の準々決勝でドラゴに1R右膝蹴りでダウンを奪われ判定負け。ベスト8に終わった。その年の終わりの、12月17日に、オランダの地元オスで開催された「WORLD TITLE DEFENSE」で自身の持つIKBO世界王座防衛戦を行った。“キング”ジェームス・マルティネス（アメリカ）を2RTKOで下し、防衛に成功した。本来はザック・デイ（アメリカ）と防衛戦を行う予定だったが、デイが怪我のため出場できなかった。
2007年4月4日、K-1 WORLD MAX 2007 〜世界最終選抜〜でTATSUJIと対戦し、判定負け。しかし判定負けに納得のできないクラウスは試合後にカメラを殴るなど怒りをあらわにした。試合は手数ではTATSUJI、クリーンヒットではクラウスと非常に微妙なものであった。
2007年6月28日、K-1 WORLD MAX 2007のトーナメント1回戦でヴァージル・カラコダに判定勝ち。10月3日の準々決勝では佐藤嘉洋に判定勝ちしたものの、準決勝でアンディ・サワーに判定負け。
2007年10月28日、SHOOT BOXING BATTLE SUMMIT GROUND ZERO TOKYO 2007で緒形健一と対戦予定であったが、K-1 MAXでの負傷を理由に欠場となった。
2008年1月26日、Beast of the Eastにてファディル・シャバリと対戦し、判定負け。
2008年4月9日、K-1 WORLD MAX 2008 FINAL16のトーナメント1回戦でブアカーオ・ポー.プラムックと再戦し、延長判定負け。
2008年7月7日、K-1 WORLD MAX 2008 FINAL8のトーナメント敗者復活戦でマイク・ザンビディスと対戦し、3R終了時、左目カットによるTKO勝ち。FINALでのリザーブファイト出場権を手にした。
2008年10月1日、K-1 WORLD MAX 2008 FINALのトーナメントリザーブファイトで城戸康裕と対戦。1R終了間際に膝蹴りで城戸の眉間付近をカットさせる。2Rに再度膝蹴りをヒットさせ、城戸をドクターストップに。クラウスの2RTKO勝ち。
2009年2月23日、K-1 WORLD MAX 2009でイ・スファンと対戦し、3-0の判定勝ちを収めた。
2009年4月21日、K-1 WORLD MAX 2009 FINAL16のトーナメント1回戦で長島☆自演乙☆雄一郎と対戦。1Rに2度のダウンを奪い、KO勝ちを収めた。
2009年7月13日、K-1 WORLD MAX 2009 FINAL8の準々決勝でジョルジオ・ペトロシアンと対戦し、0-3の判定負けを喫した。
2009年10月26日、K-1 WORLD MAX 2009 FINALで武田幸三の引退試合の相手を務め、TKO勝ちを収めた。
2010年7月5日、K-1 WORLD MAX 2010 FINAL16で中島弘貴と対戦し、1Rに右ハイキックでダウンを奪った上で3-0の判定勝ちを収めた。
2010年11月8日、K-1 WORLD MAX 2010 FINALの準々決勝にてジョルジオ・ペトロシアンと対戦し、0-3の判定負けを喫した。
2011年9月25日、K-1 WORLD MAX 2011 -70kg Japan Tournament FINALに出場、１回戦で名城裕司と対戦し、3Rに左ハイキックでダウンを奪われ0-3の判定負けを喫し、自身のプロキャリア初の3連敗となった。

## 戦績
| キックボクシング 戦績 | キックボクシング 戦績 | キックボクシング 戦績 | キックボクシング 戦績 | キックボクシング 戦績 | キックボクシング 戦績 | キックボクシング 戦績 |
| --------------------- | --------------------- | --------------------- | --------------------- | --------------------- | --------------------- | --------------------- |
| 120 試合              | (T)KO                 | 判定                  | その他                | 引き分け              | 無効試合              |                       |
| 89 勝                 | 48                    |                       | 0                     | 3                     | 0                     |                       |
| 29 敗                 | 4                     |                       | 0                     | 3                     | 0                     |                       |

| 勝敗 | 対戦相手                         | 試合結果                                     | 大会名                                                                                            | 開催年月日     |
| ×    | 宇佐美秀メイソン                 | 3R終了 判定0-3                               | INOKI BOM-BA-YE × 巌流島 in 両国                                                                  | 2022年12月28日 |
| ×    | Adsalam Barkinkhoev              | 3R終了 判定                                  | ACB-KB 16                                                                                         | 2018年7月13日  |
| ×    | Li Zhuangzhuang                  | 3R終了 判定1-2                               | Kunlun Fight 74                                                                                   | 2018年5月13日  |
| ×    | Nordin Ben Moh                   | 3R終了 判定0-3                               | Enfusion 5th Anniversary                                                                          | 2018年2月17日  |
| ○    | Li Zhuangzhuang                  | 3R終了 判定3-0                               | Kunlun Fight 66                                                                                   | 2017年11月5日  |
| ○    | Ma Shuo                          | 2R 2:15 KO（左ボディーブロー）               | Kunlun Fight 53                                                                                   | 2016年9月24日  |
| ×    | 日菜太                           | 3R終了 判定0-3                               | Kunlun Fight 49 / Rebels 45                                                                       | 2016年8月7日   |
| ○    | Li Zhuangzhuang                  | 3R終了 判定                                  | Kunlun Fight 46                                                                                   | 2016年6月25日  |
| ×    | Gu Hui                           | 3R+延長1R終了 判定2-1                        | Kunlun Fight 39                                                                                   | 2016年3月20日  |
| ○    | Liu Mingzhi                      | 3R KO                                        | Kunlun Fight 36                                                                                   | 2016年1月9日   |
| ○    | Marius Tiţă                      | 3R終了 判定3-0                               | ACB KB 3: Grand Prix Final                                                                        | 2015年10月16日 |
| ○    | Zhao Yan                         | 2R TKO                                       | Kunlun Fight 28                                                                                   | 2015年7月19日  |
| ○    | 横山剛                           | 3R 2:47 KO                                   | K-ENERGY Okayama                                                                                  | 2015年3月8日   |
| ×    | Zhou Zhipeng                     | 3R終了 判定0-3                               | Wu Lin Feng World Championship 2015                                                               | 2015年1月31日  |
| ○    | Li Yankun                        | 3R終了 判定3-0                               | Kunlun Fight 13                                                                                   | 2014年11月16日 |
| ○    | Erkan Varol                      | 3R終了 判定3-0                               | Qabala Fight Series #1                                                                            | 2014年6月29日  |
| ○    | Zheng Zhaoyu                     | 2R 0:55 KO（右膝蹴り）                       |                                                                                                   | Kunlun Fight 5 |
| ×    | Aikpracha Meenayothin            | 3R終了 判定1-2                               | Glory 14: Zagreb                                                                                  | 2014年3月8日   |
| ×    | Seyedisa Alamdarnezam            | 3R終了 判定0-2                               | WLF World 70 kg 8 Man Tournament, Quarter Finals                                                  | 2014年1月18日  |
| ×    | Ky Hollenbeck                    | 3R終了 判定0-3                               | Glory 10: Los Angeles                                                                             | 2013年9月28日  |
| ×    | アンディ・リスティ               | 2R 2:27 KO（膝蹴り）                         | GLORY 8 TOKYO                                                                                     | 2013年5月3日   |
| ○    | ウォーレン・スティーブルマンズ   | 3R終了 判定3-0                               | Glory 5: London                                                                                   | 2013年3月23日  |
| ○    | Dong Wenfei                      | 2R 2:45 KO（右ハイキック）                   | Wu Lin Feng 70 kg Tournament, Final                                                               | 2013年1月1日   |
| ○    | Wang Weihao                      | 1R 3:00 TKO（コーナーストップ）              | Wu Lin Feng 70 kg Tournament, Semi Finals                                                         | 2012年12月31日 |
| ○    | Zheng Zhaoyu                     | 3R TKO（ボディーブロー）                     | Wu Lin Feng 70 kg Tournament, Quarter Finals                                                      | 2012年12月31日 |
| ○    | Mohamed El-Mir                   | 3R終了 判定                                  | Glory 1: Stockholm – 70 kg Slam Tournament, First Round                                           | 2012年5月26日  |
| ×    | Abraham Roqueñi                  | 3R終了 判定0-3                               | Born To Fight                                                                                     | 2012年4月14日  |
| ○    | Ekapop Sor Klinmee               | 1R KO（右アッパー）                          | Fighterzone Kickboxing World Series MAX                                                           | 2012年2月25日  |
| ○    | Alexander Schmitt                | 2R 2:37 KO                                   | SUPERKOMBAT World Grand Prix 2011 Final                                                           | 2011年11月19日 |
| ×    | 名城裕司                         | 3R終了 判定0-3                               | K-1 WORLD MAX 2011 -70kg Japan Tournament FINAL 【１回戦】                                        | 2011年9月25日  |
| ×    | 佐藤嘉洋                         | 3R終了 判定0-2                               | K-1 WORLD MAX 2011 -63kg Japan Tournament FINAL 【スーパーファイト】                              | 2011年6月25日  |
| ×    | バツ・ハシコフ                   | 3R終了 判定0-3                               | Fight Nights: Battle of Moscow 3                                                                  | 2011年3月12日  |
| ○    | モハメド・グール                 | 3R終了 判定3-0                               | Mix Fight Gala XI                                                                                 | 2010年11月27日 |
| ×    | ジョルジオ・ペトロシアン         | 3R終了 判定0-3                               | K-1 WORLD MAX 2010 -70kg World Championship Tournament FINAL 【準々決勝】                         | 2010年11月8日  |
| ○    | 中島弘貴                         | 3R終了 判定3-0                               | K-1 WORLD MAX 2010 〜-70kg World Championship Tournament FINAL16 / -63kg Japan Tournament FINAL〜 | 2010年7月5日   |
| ○    | テヴフィック・スク               | 1R 0:31 KO（右フック）                       | Beast of the East 2010 Poland                                                                     | 2010年6月12日  |
| ○    | ウィリアム・ディンダー           | 3R終了 判定                                  | Time for Action                                                                                   | 2010年3月7日   |
| ○    | ヤン・マズル                     | 3R 1:30 TKO（レフェリーストップ）            | K-1 ColliZion 2009 Final Tournament 【スーパーファイト】                                          | 2009年12月12日 |
| ○    | 武田幸三                         | 2R 2:19 TKO（ドクターストップ：右目負傷）    | K-1 WORLD MAX 2009 World Championship Tournament FINAL                                            | 2009年10月26日 |
| ×    | ジョルジオ・ペトロシアン         | 3R終了 判定0-3                               | K-1 WORLD MAX 2009 World Championship Tournament FINAL8 【準々決勝】                              | 2009年7月13日  |
| ○    | 長島☆自演乙☆雄一郎               | 1R 1:07 KO（パンチ連打）                     | K-1 WORLD MAX 2009 World Championship Tournament FINAL16 【1回戦】                                | 2009年4月21日  |
| ○    | イ・スファン                     | 3R終了 判定3-0                               | K-1 WORLD MAX 2009 〜日本代表決定トーナメント〜 【スーパーファイト】                              | 2009年2月23日  |
| ○    | ウォーレン・スティーブルマンズ   | 3R終了 判定                                  | Beast of the East                                                                                 | 2009年1月24日  |
| ○    | ブアカーオ・ポー.プラムック      | 3R終了 判定                                  | It's Showtime                                                                                     | 2008年11月29日 |
| ○    | 城戸康裕                         | 2R 0:48 TKO（ドクターストップ：額カット）    | K-1 WORLD MAX 2008 World Championship Tournament FINAL 【リザーブファイト】                       | 2008年10月1日  |
| ○    | マイク・ザンビディス             | 3R終了時 TKO（ドクターストップ：左瞼カット） | K-1 WORLD MAX 2008 World Championship Tournament FINAL8 【敗者復活戦】                            | 2008年7月7日   |
| ○    | アリ・グンヤー                   | 2R KO（膝蹴り）                              | Gentleman Promotions Fightnight                                                                   | 2008年5月24日  |
| ×    | ブアカーオ・ポー.プラムック      | 延長R終了 判定0-3                            | K-1 WORLD MAX 2008 World Championship Tournament FINAL16 【1回戦】                                | 2008年4月9日   |
| ×    | ファディル・シャバリ             | 5R終了 判定                                  | Beast of the East 【WFCAタイボクシング世界ジュニアミドル級王者決定戦】                            | 2008年1月26日  |
| ○    | オズカン・コーズ                 | 3R終了 判定                                  | KlasH Champions Battlefield IV                                                                    | 2007年12月16日 |
| ×    | アンディ・サワー                 | 3R終了 判定0-2                               | K-1 WORLD MAX 2007 〜世界一決定トーナメント決勝戦〜 【準決勝】                                    | 2007年10月3日  |
| ○    | 佐藤嘉洋                         | 3R終了 判定3-0                               | K-1 WORLD MAX 2007 〜世界一決定トーナメント決勝戦〜 【準々決勝】                                  | 2007年10月3日  |
| ○    | キム・ハンヌル                   | 1R 2:03 KO（右ハイキック）                   | K-1 FIGHTING NETWORK KHAN 2007 〜世界対抗戦〜                                                     | 2007年7月21日  |
| ○    | ヴァージル・カラコダ             | 3R終了 判定3-0                               | K-1 WORLD MAX 2007 〜世界一決定トーナメント開幕戦〜 【1回戦】                                     | 2007年6月28日  |
| ○    | ピーター・クルーク               | 3R終了 判定                                  | K-1 UK MAX Tournament 2007 Pain & Glory 【スーパーファイト】                                      | 2007年4月4日   |
| ×    | TATSUJI                          | 3R終了 判定0-2                               | K-1 WORLD MAX 2007 〜世界最終選抜〜                                                               | 2007年4月4日   |
| ×    | ムラット・ディレッキー           | 1R 1:27 KO（右フック）                       | K-1 WORLD MAX 2007 〜日本代表決定トーナメント〜 【スーパーファイト】                              | 2007年2月5日   |
| ○    | ジェームス・マーティンズ         | 2R TKO                                       | IKBO World Title                                                                                  | 2006年12月17日 |
| ○    | オズワルド・パルマ               | 1R 2:29 KO（パンチ連打）                     | K-1 World MAX North European Qualification 2007                                                   | 2006年11月24日 |
| ○    | 佐藤嘉洋                         | 3R終了 判定2-0                               | K-1 WORLD MAX 2006 〜世界王者対抗戦〜                                                             | 2006年9月4日   |
| ×    | ドラゴ                           | 3R終了 判定0-3                               | K-1 WORLD MAX 2006 〜世界一決定トーナメント決勝戦〜 【準々決勝】                                  | 2006年6月30日  |
| ○    | アリ・グンヤー                   | 3R終了 判定3-0                               | K-1 WORLD MAX 2006 〜世界一決定トーナメント開幕戦〜 【1回戦】                                     | 2006年4月5日   |
| ○    | メノー・ダイクストラ             | 5R終了 判定                                  | WFCA World Title                                                                                  | 2005年12月18日 |
| ○    | イム・チビン                     | 3R終了 判定3-0                               | K-1 FIGHTING NETWORK KOREA MAX 2005 【スーパーファイト】                                          | 2005年11月5日  |
| ○    | 大東旭                           | 2R 1:31 KO（3ノックダウン：右ローキック）    | K-1 WORLD MAX 2005 〜世界王者対抗戦〜                                                             | 2005年10月12日 |
| ×    | ブアカーオ・ポー.プラムック      | 3R終了 判定0-3                               | K-1 WORLD MAX 2005 〜世界一決定トーナメント決勝戦〜 【準決勝】                                    | 2005年7月20日  |
| ○    | ジョン・ウェイン・パー           | 3R終了 判定3-0                               | K-1 WORLD MAX 2005 〜世界一決定トーナメント決勝戦〜 【準々決勝】                                  | 2005年7月20日  |
| ○    | ヴァージル・カラコダ             | 3R終了 判定3-0                               | K-1 WORLD MAX 2005 〜世界一決定トーナメント開幕戦〜 【1回戦】                                     | 2005年5月4日   |
| ○    | ブアカーオ・ポー.プラムック      | 延長R終了 判定2-1                            | K-1 WORLD MAX 2005 〜日本代表決定トーナメント〜 【スーパーファイト】                              | 2005年2月23日  |
| ○    | ジョセ・バラダス                 | 1R KO（パンチ連打）                          | SuperLeague Netherlands 2004                                                                      | 2004年12月18日 |
| ×    | 小比類巻貴之                     | 3R終了 判定0-3                               | K-1 WORLD MAX 2004 〜世界王者対抗戦〜                                                             | 2004年10月13日 |
| ○    | チャンプアック・チョーセパサート | 延長R終了 判定3-0                            | SHOOT BOXING WORLD TOURNAMENT S-cup 2004 【1回戦】                                                | 2004年9月19日  |
| ×    | 魔裟斗                           | 3R終了 判定0-3                               | K-1 WORLD MAX 2004 〜世界一決定トーナメント〜 【準決勝】                                          | 2004年7月7日   |
| ○    | シャミール・ガイダルベコフ       | 3R終了 判定2-0                               | K-1 WORLD MAX 2004 〜世界一決定トーナメント〜 【準々決勝】                                        | 2004年7月7日   |
| ○    | マイケル・コーラ                 | 4R TKO                                       | SuperLeague Switzerland 2004                                                                      | 2004年5月22日  |
| ○    | ジャダンバ・ナラントンガラグ     | 延長R終了 判定3-0                            | K-1 WORLD MAX 2004 〜世界一決定トーナメント開幕戦〜 【1回戦】                                     | 2004年4月7日   |
| ○    | 大野崇                           | 1R 2:31 KO（右フック）                       | K-1 WORLD MAX 2004 〜日本代表決定トーナメント〜 【スーパーファイト】                              | 2004年2月24日  |
| ○    | ローマン・ローギッシュ           | 3R TKO（タオル投入）                         | SuperLeague Netherlands 2003                                                                      | 2003年12月6日  |
| ○    | 須藤元気                         | 3R終了 判定3-0                               | K-1 WORLD MAX 2003 〜世界王者対抗戦〜                                                             | 2003年11月18日 |
| ○    | モウッサ・コナテ                 | 2R終了時 TKO（タオル投入）                   | SuperLeague Germany 2003                                                                          | 2003年9月27日  |
| ×    | 魔裟斗                           | 2R 2:26 KO（左フック）                       | K-1 WORLD MAX 2003 〜世界一決定トーナメント〜 【決勝】                                            | 2003年7月5日   |
| ○    | ドゥエイン・ラドウィック         | 3R 1:33 KO（左フック）                       | K-1 WORLD MAX 2003 〜世界一決定トーナメント〜 【準決勝】                                          | 2003年7月5日   |
| ○    | アンディ・サワー                 | 1R終了時 TKO（ドクターストップ：左瞼カット） | K-1 WORLD MAX 2003 〜世界一決定トーナメント〜 【準々決勝】                                        | 2003年7月5日   |
| ×    | マイク・ザンビディス             | 2R 0:16 KO（右フック）                       | K-1 WORLD MAX 2003 〜日本代表決定トーナメント〜 【スーパーファイト】                              | 2003年3月1日   |
| △    | 魔裟斗                           | 5R終了 判定1-1                               | K-1 WORLD MAX 2002 〜世界王者対抗戦〜                                                             | 2002年10月11日 |
| ○    | ガオラン・カウイチット           | 1R 1:00 KO（右フック）                       | K-1 WORLD MAX 2002 〜世界一決定戦〜 【決勝】                                                      | 2002年5月11日  |
| ○    | 魔裟斗                           | 3R終了 判定3-0                               | K-1 WORLD MAX 2002 〜世界一決定戦〜 【準決勝】                                                    | 2002年5月11日  |
| ○    | シェイン・チャップマン           | 3R終了 判定3-0                               | K-1 WORLD MAX 2002 〜世界一決定戦〜 【準々決勝】                                                  | 2002年5月11日  |
| ○    | フランシス・イタイ               | 2R 1:46 TKO                                  | K-1 Holland GP 2002 in Arnhem                                                                     | 2002年2月24日  |
| ×    | カマル・エル・アムラーニ         | 7R終了 判定                                  | Battle of Arnhem III                                                                              | 2001年9月23日  |
| ○    | フランクリン・ビューク           | 5R終了 判定                                  | Veselic meets Dejpitak                                                                            | 2000年9月3日   |
| ○    | ケニー                           | 2R KO                                        | Matter of Honor                                                                                   | 2000年2月7日   |

## 獲得タイトル
- WPKCベネルクス王座
- FIMACオランダ王座
- IKBFヨーロッパ王座
- IKBO世界王座（1度防衛）
- IKBAムエタイ世界ウェルター級王座（0度防衛）
- WKAムエタイ世界スーパーミドル級王座
- K-1 WORLD GP 2002 世界地区予選 オランダ大会 優勝
- K-1 WORLD MAX 2002 世界一決定トーナメント 優勝
- K-1 WORLD MAX 2003 世界一決定トーナメント 準優勝
- 初代SUPERKOMBATミドル級王座
- 武林風 -70㎏トーナメント(2013年) 優勝